# Torrent de Sauva Negra
El torrent de Sauva Negra és un curs d'aigua dels termes municipals de Balenyà i de Centelles, a la comarca d'Osona, i de Castellcir, a la comarca del Moianès.

## Terme municipal de Balenyà i termenal entre Balenyà i Centelles
Es forma al nord de la Torre Estrada, a migdia dels Plans de Puig-alt, des d'on davalla cap al sud-oest, seguint de forma paral·lela pel costat de llevant el Camí vell de la Torre Estrada. Al cap de pocs metres travessa aquest camí, però continua paral·lel, ara pel costat de ponent. El torrent passa per sota i a llevant de Puig-alt, deixa la Solella de Puig-alt a l'est, i s'adreça cap a migdia fins a prop i a ponent de Santa Maria Savall. Just en aquest lloc el torrent comença a fer de termenal entre Balenyà i Centelles. Poc després de rebre per la dreta el torrent de Rocallisa deixa aquest paper de termenal i entra del tot dins del terme de Castellcir a l'extrem sud-oriental del Serrat de la Cua de Gall.

## Terme municipal de Castellcir

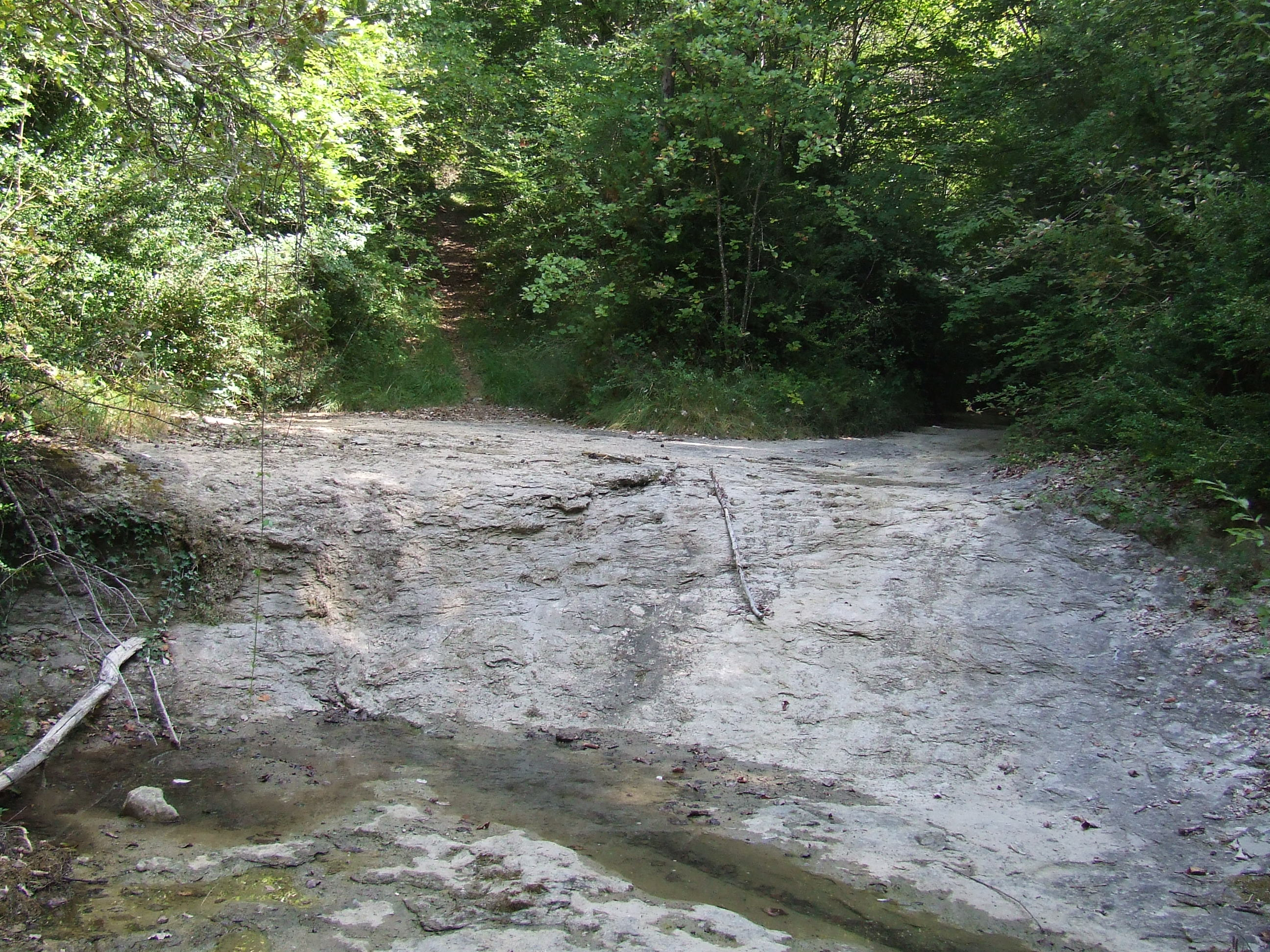
Unió del torrent del Soler i del torrent de Sauva Negra

En entrar en el terme de Castellcir, el torrent troba a l'esquerra la Font de Sauva Negra, recorre el costat nord de la Sauva Negra i al cap de poc rep per la dreta el torrent del Soler a la Teuleria. El torrent continua cap al sud-oest, resseguint l'extrem occidental de la Sauva Negra, passa pel Pou Cavaller, més tard pel Pas de la Casanova, fins que, a migdia de la Penyora, a l'indret del Pas de la Tuna, prop d'on hi havia hagut la masia de la Tuna, just on hi ha la Font de la Tuna, es transforma en la Riera de Castellcir.
En aquest curt recorregut recorre un dels paratges més cercats pels excursionistes i amants de la natura en general; està inclòs en nombroses rutes, sobretot de senderisme.